# Morăreni (okręg Vaslui)
Morăreni – wieś w Rumunii, w okręgu Vaslui, w gminie Alexandru Vlahuță. W 2011 roku liczyła 229 mieszkańców.